# Solveig Faringer
Solveig Faringer, född 10 februari 1945 i Stockholm, är en svensk sångerska och skådespelare.
Solveig Faringer är frilansande konsert- och operasångerska och skådespelare. Hon har gjort operaroller som Den blinda poetissan i Blomdahls Aniara, Adèle och Rosalinda i Läderlappen, titelrollerna Ebba i Voglers Gustav Adolf och Ebba Brahe, Runstens Amorina och pingvinen i Animalen av Lars Johan Werle. Hon har även gjort talroller.
Hon har haft anställningar på Kungliga Operan, Drottningholmsteatern, Malmö stadsteater, Stora teatern i Göteborg, Oscarsteatern och Stadsteatern i Stockholm.
Hon har gjort skivinspelningar med romanser på skivbolagen BIS och Swedish Society. Hon har även gjort en lång rad romansprogram på Sveriges Radio. Utöver detta är hon verksam som författare och har skrivit kåserier i bland annat Upsala Nya Tidning (1994–2000).

## Filmografi
- 1981 – Sopor
- 1998 – Det går en ängel runt vårt hus

## Teater

### Roller (ej komplett)
| År   | Roll    | Produktion                                    | Regi            | Teater        |
| ---- | ------- | --------------------------------------------- | --------------- | ------------- |
| 1982 | Pingvin | Animalen Lars Johan Werle och Tage Danielsson | Tage Danielsson | Oscarsteatern |